# Neue Arbeit
Neue Arbeit ist der Name verschiedener Einrichtungen innerhalb der Diakonie Deutschland, die langzeitarbeitslose und behinderte Menschen unterstützen, qualifizieren und beschäftigen. Die Einrichtungen zählen zu den Arbeitshilfeträgern. Sie wirtschaften jeweils selbständig, haben aber ähnliche Ziele und Vorgehensweisen. 

## Name und Geschichte
Die Wurzeln der einzelnen Neue-Arbeit-Unternehmen reichen teilweise zu den Anfängen der Diakonie im 19. Jahrhundert zurück. Damals versuchten engagierte Persönlichkeiten oder kirchliche Gruppen, Menschen durch Arbeit oder Ausbildung eine selbständige Existenz zu ermöglichen. Eine dauerhafte Arbeitshilfe entwickelte sich nach dem Zweiten Weltkrieg. 
Im Jahr 1978 legte das Diakonische Werk der evangelischen Kirche in Deutschland (EKD) bundesweit ein Programm zur Beschäftigung schwer vermittelbarer arbeitsloser Menschen auf. Unter dem Namen „Neue Arbeit“ wurden in ganz Deutschland Gesellschaften gegründet, die oft die Tätigkeiten innerhalb der evangelischen Arbeitshilfe bündelten. In diesen Gesellschaften sollte „Neue Arbeit“, das heißt „unerledigte, gesellschaftlich nützliche Arbeit“, von arbeitslosen Menschen geleistet werden, die sonst keine Chance auf dem Arbeitsmarkt hatten. Gesetzliche Veränderungen und Kürzungen zwingen die Neue-Arbeit-Unternehmen seit dem Jahr 2000, sich neu zu orientieren und einen Großteil ihrer Finanzierung selbst am Markt zu erwirtschaften.

## Ziele und Zielgruppen
Wichtigstes Ziel der Neue-Arbeit-Unternehmen ist es, Menschen dauerhaft auf den allgemeinen Arbeitsmarkt zu bringen. Dafür werden in der Regel Qualifizierungen und unterstützende Maßnahmen angeboten. Ist dies nicht möglich, sollen die Betroffenen vorübergehend oder auch dauerhaft eine öffentlich geförderte Beschäftigung erhalten. 
Zielgruppen sind alle Menschen, die kaum oder keine Chance haben, aus eigener Kraft auf dem allgemeinen Arbeitsmarkt unterzukommen. Dazu gehören zum Beispiel:
- Langzeitarbeitslose
- Behinderte
- alleinerziehende Frauen
- Jugendliche, die eine Ausbildung abgebrochen haben
- Menschen ohne Schul- bzw. Berufsabschluss
- Menschen, die chronisch erkrankt sind
- Suchtkranke
- psychisch Kranke
- Frauen in Problemlagen
- Flüchtlinge und Migranten
- Menschen über 50

## Maßnahmen
Die Maßnahmen lassen sich in soziale Unterstützung, Qualifizierung, Beschäftigung und Vermittlung unterscheiden.

### Soziale Unterstützung
- Suchtberatung
- Schuldnerberatung/Hilfe bei finanziellen Schwierigkeiten
- Hilfe bei Obdachlosigkeit und Wohnungssuche
- Hilfe bei psychischen Problemen und Krankheiten
- Unterstützung bei Anträgen und dem Kontakt mit Ämtern
- Hilfen während der Ausbildung

### Qualifizierung
- Unterstützung beim Schulabschluss
- Weiterbildungsmöglichkeiten
- Nachholen des Hauptschulabschlusses
- Orientierungsprojekte für Ausbildung und Beruf
- Ausbildungsmöglichkeiten mit Kammer-Abschluss
- Teilzeitausbildung (zum Beispiel für Alleinerziehende)

### Beschäftigungsmöglichkeiten
Die Beschäftigung soll das Leben der Betroffenen stabilisieren, den Tag strukturieren, Selbstbewusstsein geben und berufliche Fähigkeiten vermitteln. Je nach Situation des oder der Betroffenen und den gesetzlichen Möglichkeiten, gibt es sehr unterschiedliche Beschäftigungsmöglichkeiten. Sie reichen vom Hineinschnuppern in einen Berufsbereich bis zu unbefristeter öffentlich geförderter Beschäftigung für Menschen, die keine Chance mehr auf dem allgemeinen Arbeitsmarkt haben. 
Typische Beschäftigungsfelder sind:
- Garten- und Landschaftsbau
- Recycling
- Haushaltsauflösungen
- Second-Hand-Kaufhäuser
- Lebensmitteleinzelhandel
- Maler- und Lackierarbeit
- Holz- und Metallbearbeitung
- Fahrradwerkstatt
- Gastronomie/Hauswirtschaft
- Elektrofertigung
- Nachbarschaftshilfe
- Reinigungsarbeiten
- Spielplatzbau
- Wäscherei
- Unterstützung in der Pflege

Daneben gibt es auch Bereiche wie Fernsehproduktion, Presse und Medien, Layout, Buchhaltung, Verwaltung oder pädagogische Betreuung.

### Vermittlung
Wichtigstes Ziel ist die Vermittlung in den allgemeinen Arbeitsmarkt. Die Neue-Arbeit-Unternehmen nutzen dafür Kontakte zu den örtlichen Firmen, in die Diakonie oder in die Kirche. In einigen Fällen gibt es auch eigene Zeitarbeitsfirmen. Eine weitere Möglichkeit ist die Übernahme in eine dauerhafte, sozialversicherungspflichtige Beschäftigung innerhalb des eigenen Unternehmens.

## Finanzierung
Aufgrund mehrfacher Kürzungen im Bundeshaushalt erwirtschaften die Arbeitshilfeträger die benötigten Gelder mittlerweile zum größten Teil selbst. Zuschüsse aus der öffentlichen Hand stammen vor allem von der Agentur für Arbeit bzw. den Jobcentern, dem Europäischen Sozialfonds und Kommunen. Auch Stiftungen und Sponsoren leisten in einigen Fällen Unterstützung.

## Diskussion um die Wettbewerbsneutralität
Seit vielen Jahren schlägt den Arbeitshilfeträgern immer wieder Kritik entgegen. Hauptkritikpunkt sind die Zuschüsse von Seiten der öffentlichen Hand (EU, Bund, Kommunen). Die Arbeitshilfeträger könnten damit ihre Produkte und Dienstleistungen am Markt billiger anbieten. Das sei eine Wettbewerbsverzerrung. Die Politik hat auf diese Kritik bereits reagiert und die finanzielle Unterstützung bei Arbeitsgelegenheiten an die Kriterien „wettbewerbsneutral“, „zusätzlich“ und „im öffentlichen Interesse“ gebunden.
Aus Sicht der Arbeitshilfeträger ist die finanzielle Unterstützung notwendig: Langzeitarbeitslose Menschen haben einen strukturellen Nachteil am Arbeitsmarkt, sodass ihre Beschäftigung einen höheren Aufwand erfordert. Sie verweisen auch darauf, dass die einzelnen Projekte mit den Kammern, den Gewerkschaften und der Politik vor Ort abgestimmt werden. Zudem seien die meisten Projekte auf das Gemeinwohl ausgerichtet, dienten etwa der materiellen Armenversorgung, der Weiterbildung oder dem Umweltschutz. 
Aus Sicht der Neue-Arbeit-Unternehmen sind die bestehenden gesetzlichen Beschränkungen (wettbewerbsneutral, Zusätzlichkeit, Öffentliches Interesse) kontraproduktiv. Sie schränkten die Möglichkeiten ein, langzeitarbeitslose Menschen nahe am realen Arbeitsmarkt zu beschäftigen. Besser wäre es, die Möglichkeit für gewerbliche Betriebe zu schaffen, im Rahmen einer öffentlich geförderten Beschäftigung Langzeitarbeitslose einzustellen. Die Diakonie wirbt dafür mit der „Initiative pro Arbeit“ und hat dafür als Finanzierungsmodell den Passiv-Aktiv-Transfer (PAT) entwickelt.

## Liste der diakonischen Neue-Arbeit-Unternehmen
- Neue Arbeit Neustadt e. V.
- Neue Arbeit Lüneburg-Uelzen gGmbH
- Neue Arbeit Vogelsberg gGmbH, Alsfeld
- Neue Arbeit Brockensammlung, Göttingen
- Neue Arbeit Mönchengladbach gGmbH
- Neue Arbeit der Diakonie Essen gGmbH
- Neue Arbeit Saar gGmbH
- Neue Arbeit Westpfalz e. V., Kaiserslautern
- Sozialunternehmen NEUE ARBEIT gGmbH, Stuttgart
- Neue Arbeit Zollern Achalm e. V., Tübingen
- Neue Arbeit Lahr, GmbH
- Neue Arbeit Konstanz gGmbH
- Neue Arbeit Thüringen e. V.

## Interessenvertretung
Die evangelischen und diakonischen Arbeitshilfeträger sind im Evangelischen Fachverband für Arbeitshilfe und soziale Integration (EFAS) organisiert. Er vertritt zurzeit 523 Träger im ganzen Bundesgebiet. 50.000 Teilnehmende sind bei den Trägern in Qualifizierung und Beschäftigung. Der EFAS vertritt die Interessen der Träger auch politisch und fordert vor allem die dauerhafte Einführung einer öffentlich geförderten Beschäftigung, die durch den Passiv-Aktiv-Transfer (PAT) finanziert werden soll.